# Белградська мирна угода (1739)
Для угоди між Османською імперією та Російською імперією див. Нішський договір (1739)
Белградський договір 1739 року — мирна угода, підписаною 18 вересня 1739 року в Белграді, що на той час належав Габсбурзькому Королівству Сербія (сьогодні Сербія), між Османською імперією з одного боку та Габсбурзькою монархією з іншого. Цей договір завершив Австро-турецьку війну (1737–1739). Вперше європейські країни визнали Черкесію, зокрема її східну частину Кабарду, незалежною державою.

## Угода
Ця угода поклала край п’ятирічній Австро-російсько-турецькій війні (1735–1739), у якій Габсбурги приєдналися до Російської імперії в боротьбі проти Османів. Після поразки австрійців від турків у битві під Ґроцкою Габсбурґи, ймовірно, занепокоєні можливими військовими успіхами Росії, уклали окремий договір з Османською імперією в Белграді 21 серпня. Згідно з Белградським договором, Габсбурґи передали Османам Королівство Сербія разом із Белградом, південну частину Банату Темешвар і північну Боснію, а Банат Крайови (Олтенію), який було отримано за Пожаревацьким договором 1718 року, повернули Волощині (васалу Османської імперії). Лінію кордону було встановлено вздовж річок Сава та Дунай. Відступ Габсбургів змусив Росію прийняти мир у російсько-турецькій війні (1735–1739) за умовами Нішського договору, який дозволив їй побудувати порт в Азові, здобувши опору на Чорному морі.
Белградський договір фактично припинив автономію Королівства Сербія, що існувала з 1718 року. Ця територія знову тимчасово увійшла до складу Габсбурзької монархії лише під час наступної австро-турецької війни 1788 року за сприяння Кочи Анджелковича.
Договір також відомий тим, що є одним із останніх міжнародних договорів, написаних латиною.
Угода вперше серед європейських країн визнала незалежність Черкесії, зокрема її східної частини — Кабарди. Також угода встановила північний кордон Боснії, що зберігся до сьогодні.